# Manu Balda
Fabert Manuel Balda Rodríguez, noto semplicemente come Manu Balda (Portoviejo, 23 luglio 1992), è un calciatore ecuadoriano, attaccante del Cumbayá.